# Michael Dalle Stelle
Michael Dalle Stelle (Padua, 5 juli 1990) is een Italiaans autocoureur die anno 2009 in de GP2 Asia Series rijdt.

## Loopbaan

### Karten
Dalle Stelle reed in de kartsport van 1998 tot 2006.

### Formule Azzurra
In 2007 promoveerde Dalle Stelle naar het formuleracing waarin hij deelnam aan de Formule Azzurra. Hij reed voor Corbetta Competizioni en finishte als zevende in het kampioenschap.

### Formule 3
In 2008 ging Dalle Stelle naar het Italiaanse Formule 3-kampioenschap voor het team Team Minardi by Corbetta waar hij als negende in het kampioenschap finishte.

### GP2
Dalle Stelle werd gecontracteerd voor Durango voor het GP2 Asia Series seizoen 2008-2009 vanaf de tweede ronde van het kampioenschap. Hij verving Carlos Iaconelli en kreeg Davide Valsecchi als teamgenoot.

## GP2 resultaten

### GP2 Asia resultaten
| Jaar    | Inschrijving      | 1       | 2       | 3          | 4         | 5           | 6           | 7          | 8          | 9          | 10         | 11          | 12          | Rang | Punten |
| ------- | ----------------- | ------- | ------- | ---------- | --------- | ----------- | ----------- | ---------- | ---------- | ---------- | ---------- | ----------- | ----------- | ---- | ------ |
| 2008–09 | Qi-Meritus Mahara | CHN FEA | CHN SPR | UAE FEA 17 | UAE SPR C | BHR1 FEA 19 | BHR1 SPR 20 | QAT FEA 20 | QAT SPR 22 | MAL FEA 18 | MAL SPR 20 | BHR2 FEA NF | BHR2 SPR 19 | 39   | 0      |